# رناتو سریو
رناتو سریو (ایتالیایی: Renato Serio؛ زادهٔ ۵ اکتبر ۱۹۴۶ – درگذشتهٔ ۴ نوامبر ۲۰۲۴) آهنگساز، موسیقی‌دان و رهبر ارکستر اهل ایتالیا بود.
از فیلم‌هایی که وی در آن‌ها نقش داشته‌است، می‌توان به دکتر زنان دوجانبه، راه حل سوم، معصومیت و هوس و تنها در تاریکی اشاره نمود.